# Lambda Columbae
Lambda Columbae (57 Columbae) é uma estrela na direção da constelação de Columba. Possui uma ascensão reta de 05h 53m 06.88s e uma declinação de −33° 48′ 05.2″. Sua magnitude aparente é igual a 4.88. Considerando sua distância de 341 anos-luz em relação à Terra, sua magnitude absoluta é igual a −0.22. Pertence à classe espectral B5V.